# Ніна Сублатті
Ніна Сублатті, справжнє ім'я Ніна Сулаберідзе (груз. ნინა სულაბერიძე; нар. 31 січня 1995, Москва, Росія) — грузинська поп-співачка і фотомодель. У 2013 році здобула перемогу на грузинському конкурсі пісні «Грузинський Ідол» з піснею «Blue Jeans». Пізніше представляла Грузію на пісенному конкурсі Євробачення у 2015 році з піснею «Warrior». Вийшла до фіналу, зайнявши у підсумку 11 місце.

## Біографія
Народилась у Москві 31 січня 1995 року. Одразу після її народження сім'я повернулася до Грузії. У дитинстві також жила в Ризі (Латвія). Тут вона відвідувала школу мистецтв, студію малювання та скульптури. Навчалася у музичній школі. У 2011 році почала співпрацювати з грузинським співаком Берою Іванішвілі в студії «Georgian Dream Studio».
Перемігши в грузинському конкурсі пісні «Грузинський Ідол 2013», вона стала досить відомою і впізнаваною в Грузії. Наступного року вона випустила дебютний альбом «Dare to Be Nina Sublatti», який мав великий успіх. У відбірковому конкурсі на Євробачення-2015 перемогла з піснею «Warrior», яку записали разом зі шведським композитором Томасом Г:соном, і отримала шанс представляти Грузію на пісенному конкурсі Євробачення. У першому півфіналі зайняла 4 місце і потрапила до фіналу конкурсу. У фіналі виступила під 23-м номером, зайнявши 11 місце.
У 2016 році вона стала суддею грузинської версії британського проєкту X Factor разом з Ніколозом Гварамією, Софо Ніжарадзе і Георгієм Габунієм.
Одружена з Георгієм Шаманаурі.

## Дискографія

### Студійні альбоми
- «Dare to Be Nina Sublatti» (2014)

### Сингли
| Назва                 | Рік  | Позиція в чартах | Позиція в чартах | Позиція в чартах | Позиція в чартах | Позиція в чартах | Позиція в чартах |
| Назва                 | Рік  | AUT              | POL              | UKR              | ISL              | TUR              | RUS              |
| --------------------- | ---- | ---------------- | ---------------- | ---------------- | ---------------- | ---------------- | ---------------- |
| «Down»                | 2014 | —                | —                | —                | —                | —                |                  |
| «Sleep»               | 2015 | —                | —                | —                | —                | —                | —                |
| «I've Got An Idea»    | 2015 | —                | 95               | 112              | —                | 14               | 95               |
| «Warrior»             | 2015 | 73               | 69               | 40               | 44               | 2                | 29               |
| «Locked Box»          | 2015 | —                | —                | —                | —                | —                | 146              |
| «You Call Me Devil»   | 2015 | —                | —                | 91               | —                | 30               | 72               |
| «Heart Won't Suck It» | 2015 | —                | —                | —                | —                | —                | 179              |
| «Dark Desire»         | 2015 | —                | —                | —                | —                | —                | —                |
| «Vision of Mind»      | 2016 | —                | —                | 183              | —                | —                | 220              |

### Відеокліпи
| Рік  | Назва                        | Режисер      |
| ---- | ---------------------------- | ------------ |
| 2014 | «Toxic» (дует з Lasha Kicks) | Дато Гогохія |
| 2015 | «Warrior»                    | Дато Гогохія |
| 2015 | «I've Got An Idea»           | Дато Гогохія |
| 2015 | «Dark Desire»                | Дато Гогохія |

## Галерея

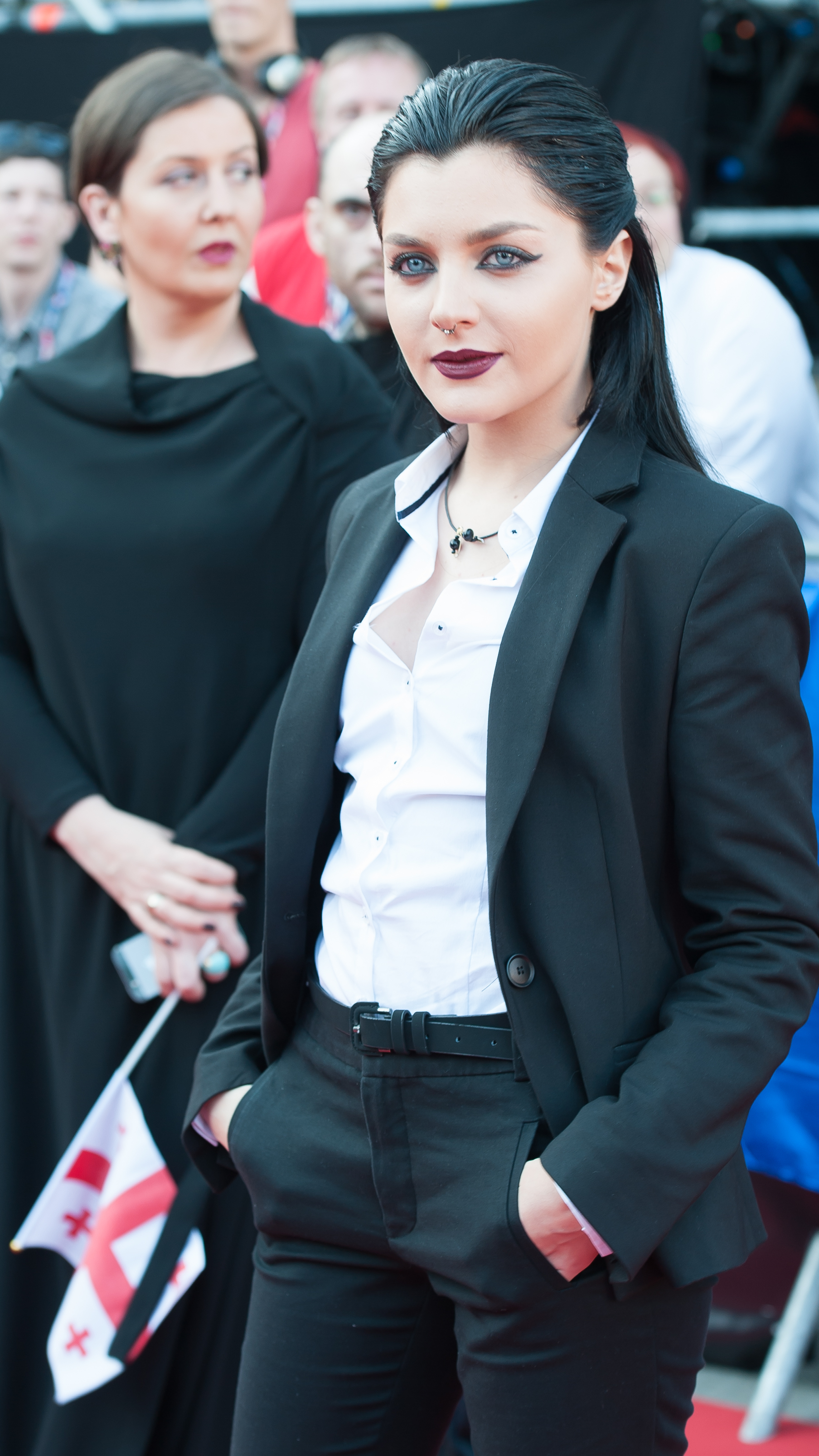
Ніна на церемонії відкриття конкурсу Євробачення-2015
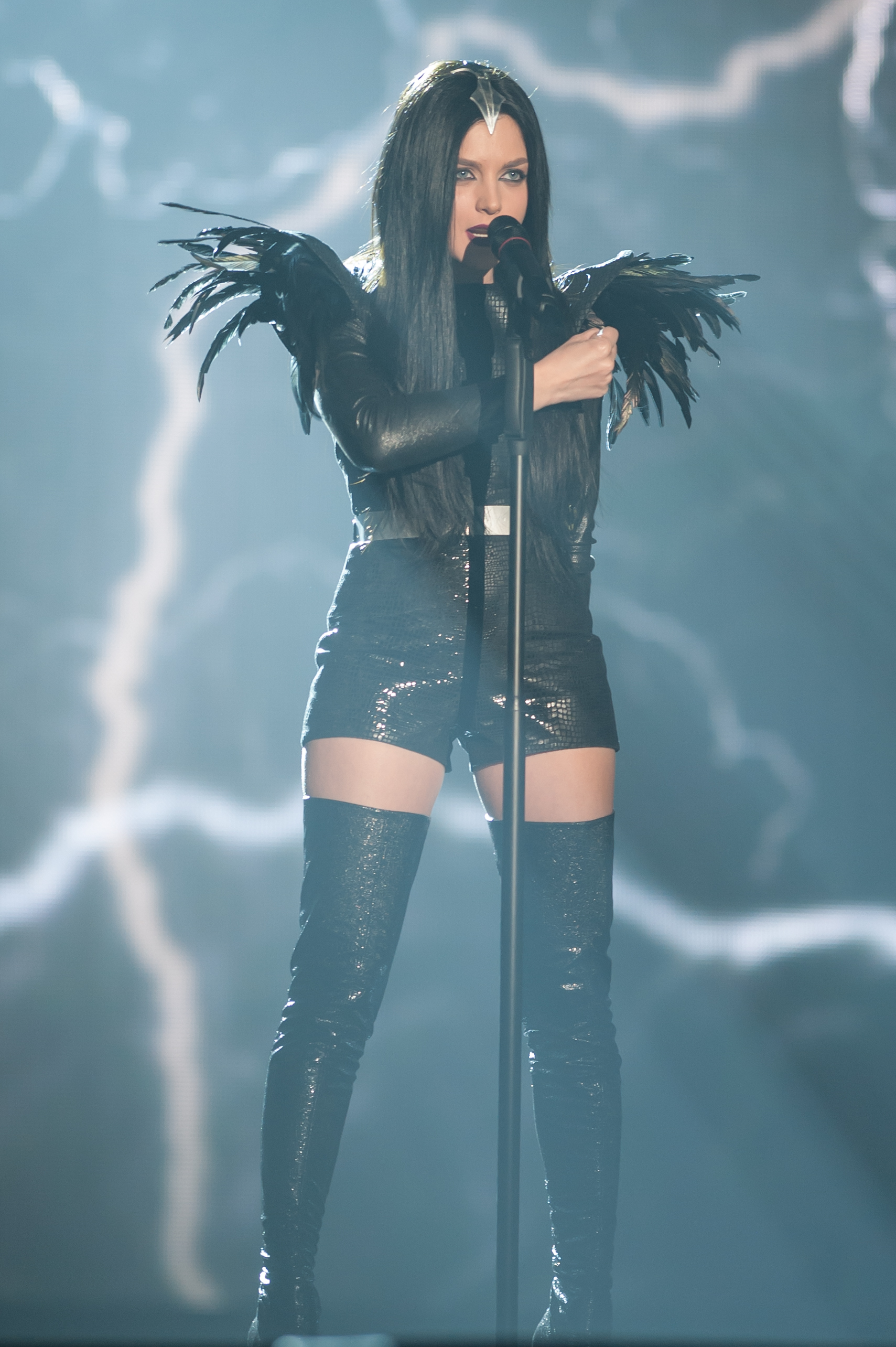
Виступ Ніни у першому півфіналі Євробачення-2015
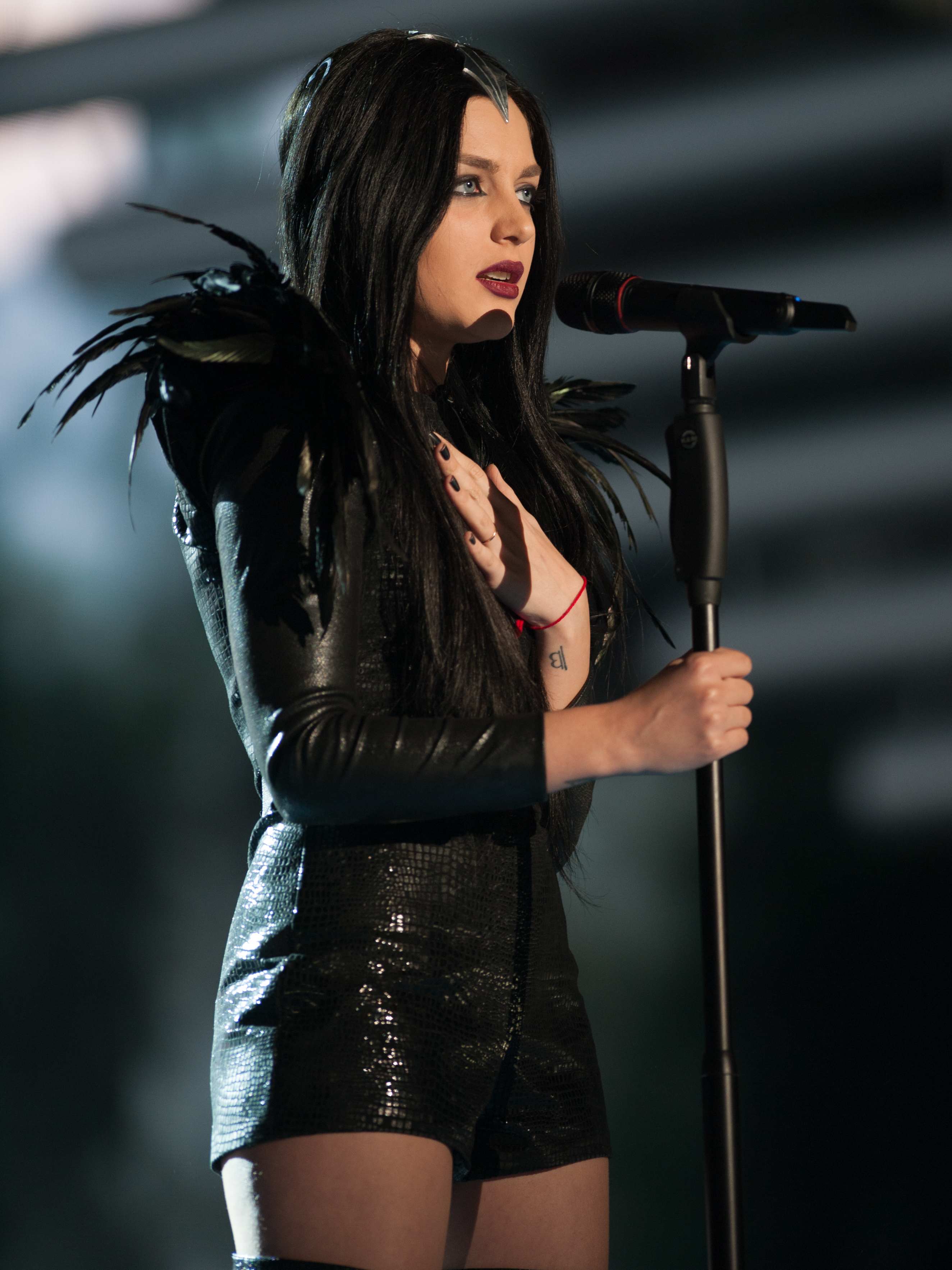
Виступ Ніни у фіналі Євробачення-2015